# بانک ملی چک
بانک ملی چک (چکی: Česká národní banka) شرکت خدمات مالی و بانکداری در جمهوری چک است، که در سال ۱۹۱۹ تأسیس شد.